# الدوري الإيطالي 1925–26
الدوري الإيطالي الدرجة الأولى 1925-26 (بالإيطالية: Prima Divisione 1925-1926)‏ هو الموسم 26 من  الدوري الإيطالي الدرجة الأولى. أقيم خلال الفترة 4 أكتوبر 1925 وحتى 22 أغسطس 1926، والذي يشرف على تنظيمه Lega Nord (football) ‏، وفاز فيه يوفنتوس.